# Nuoto per salvamento ai Giochi mondiali 2022 - 200 m super lifesaver maschile
La gara dei 200 m super lifesaver maschile di nuoto per salvamento ai Giochi mondiali 2022 si è svolta il 10 luglio 2022 a Birmingham. Il programma non prevedeva turni preliminari ma solamente la finale.

## Risultati
| Pos | Atleta               | Nazione  | Tempo   |
| --- | -------------------- | -------- | ------- |
|     | Francesco Ippolito   | Italia   | 2:05.17 |
|     | Kevin Lasserre       | Francia  | 2:10.01 |
|     | Federico Gilardi     | Italia   | 2:10.53 |
| 4   | Joshua Perling       | Germania | 2:11.14 |
| 5   | Dylan Vialettes      | Francia  | 2:12.74 |
| 6   | Javier Perez Sanchez | Spagna   | 2:14.36 |
| 7   | Arne Moller          | Germania | 2:14.75 |
| 8   | Adam Dubiel          | Polonia  | 2:14.90 |